# هاريسون هات (كولومبيا البريطانية)
هاريسون هات (بالإنجليزية: Harrison Hot Springs)‏ هي بلدة تقع في كندا في كولومبيا البريطانية. يقدر عدد سكانها بـ 1,468 نسمة .